# Tử Vi viên

Tử Vi viên ở bầu trời phía Bắc 1. Thiên Thương (天槍); 2. Bắc Đẩu (北斗); 3. Văn Xương (文昌); 4. Nội Giai (內階); 5. Nội Trù (內廚); 6. Tử Vi Hữu Viên (紫微右垣); 7. Truyền Xá (傳舍); 8. Thiên Câu (天鉤); 9. Thiên Trù (天廚); 10. Thượng Thư (尚書); 11. Thiên Sàng (天床); 12. Bắc Cực (北極); 13. Đại Lý (大理); 14. Âm Đức (陰德); 15. Lục Giáp (六甲); 16. Ngũ Đế Nội Tòa /Tọa (五帝內座); 17. Cống (杠); 18. Hoa Cái (華蓋); 19. Tử Vi Tả Viên (紫微右垣); 20. Ngự Nữ (御女); 21. Thiên Trụ (天柱); 22. Tứ Phụ (四輔); 23. Câu Trần (勾陳)

Tử Vi viên (紫微垣) là một trong tam viên, nhóm sao trong thiên văn cổ Trung Quốc, phân bố xung quanh cực bắc và nhóm sao Bắc đẩu. Chúng được nhìn thấy quanh năm từ các vĩ độ trung bình của bán cầu Bắc.
Trên hình bản đồ sao, Tử Vi tả viên (phía trên bên phải) và Tử Vi hữu viên (phía dưới bên trái) gần như đối xứng với nhau qua cực bắc.
"Tinh quan" Bắc Cực không chứa sao Bắc Cực, mà sao Bắc Cực nằm trong "tinh quan" Câu Trần.
Tử Vi Viên được xem như là nơi ở của Thần mặt trời. Do đó các Vua khi xây cất cung điện đã gọi nơi ở của mình và gia quyến là Tử cấm thành. Chữ "Tử" ở đây chỉ màu tía và "cấm thành" là nơi cấm thường dân không được vào.

## Mảng sao
Tử Vi viên có 39 mảng sao.
| Hán-Việt           | Tên Trung | Ý nghĩa | Chòm sao hiện đại | Số sao | Tên sao                                                                   |
| ------------------ | --------- | --- | --- | ------ | ------------------------------------------------------------------------- |
| Bắc Cực            | 北極      | 5 sao của mảng sao Bắc Cực, gồm Thái Tử, Đế, Thứ Tử, Hậu Cung, Thiên Xu. | Tiểu Hùng/Lộc Báo | 5      | γ UMi, β UMi, 5 UMi, 4 UMi, Struve 1694.                                  |
| Tứ Phụ             | 四輔      | Bốn thần phụ trợ hai bên tả hữu của thiên tử thời cổ đại. | Tiểu Hùng/Lộc Báo | 4      | Chưa rõ, HIP 51384, HIP 51502, chưa rõ.                                   |
| Thiên Ất           | 天乙      | Theo truyền thuyết cổ đại có 3 vị thần theo thứ tự là Thái Ất, Thiên Ất, Địa Ất. | Thiên Long | 1      | 7 Dra.                                                                    |
| Thái Ất            | 太乙      | Theo truyền thuyết cổ đại về ba vị thần thì Thái Ất hình thành ra linh khí của vạn vật trong trời đất. | Thiên Long | 1      | 8 Dra.                                                                    |
| Tử Vi Tả Viên      | 紫微左垣  | Tử Vi Tả Viên gồm 8 sao: Tả Xu, Thượng Tể, Thiếu Tể, Thượng Bật, Thiếu Bật, Thượng Vệ, Thiếu Vệ, Thiếu Thừa. | Thiên Long/Tiên Vương/Tiên Hậu                                                                                        | 8      | ι Dra, θ Dra, η Dra, ζ Dra, υ Dra, 73 Dra, π Cep, 23 Cas.                 |
| Tử Vi Hữu Viên     | 紫微右垣  | Tử Vi Hữu Viên gồm 7 sao: Hữu Xu, Thiếu Úy, Thượng Phụ, Thiếu Phụ, Thượng Vệ, Thiếu Vệ, Thượng Thừa. | Đại Hùng/Thiên Long/Lộc Báo                                                                                           | 7      | α Dra, κ Dra, λ Dra, 24 UMa, 43 Cam, α Cam, BK Cam.                       |
| Âm Đức             | 陰德      | Ban ân huệ mà chẳng trách người không biết đến, hoặc chỉ sự vụ trong hậu cung của đế vương. | Thiên Long | 2      | HIP 51808, HIP 51734.                                                     |
| Thượng Thư         | 尚書      | Chức quan, chủ quản văn thư tấu chương. | Tiểu Hùng/Thiên Long                                                                                                  | 5      | 27 Dra, 15 Dra, 18 Dra, HIP 80161, 19 Dra.                                |
| Nữ Sử              | 女史      | Nữ quan quản việc đo lường thời gian của đồng hồ nước, hoặc nữ quan phụ trách lễ nghi của vương, hậu. | Thiên Long | 1      | ψ1 Dra (ψ2 Dra?).                                                         |
| Trụ Sử             | 柱史      | Chức quan ghi chép sử. | Thiên Long | 1      | φ Dra.                                                                    |
| Ngự Nữ             | 御女      | Phi tần hoặc thị nữ nội cung. | Thiên Long | 4      | τ Dra, 50 Dra, 29 Dra, χ Dra.                                             |
| Thiên Trụ          | 天柱      | Cột dán chỉ dụ của hoàng đế, cũng hàm ý cột trụ gánh vác trời đất. | Thiên Long/Tiên Vương                                                                                                 | 5      | 76 Dra, 77 Dra, 69 Dra, 59 Dra, 40 Dra.                                   |
| Đại Lý             | 大理      | Pháp quan phụ trách việc xét hỏi. | Lộc Báo | 2      | CO Cam, chưa rõ.                                                          |
| Câu Trần           | 勾陳      | Hình dáng uốn cong như móc câu, thời cổ coi như là hậu cung của hoàng đế hoặc chính phi của thiên đế. | Tiểu Hùng/Tiên Vương                                                                                                  | 6      | α UMi, δ Umi, ε UMi, ζ UMi, 2 UMi, HIP 113116.                            |
| Lục Giáp           | 六甲      | 6 Giáp trong Thiên Can phối hợp với Địa Chi là Giáp Tý, Giáp Tuất, Giáp Thân, Giáp Ngọ, Giáp Thìn, Giáp Dần. | Lộc Báo/Tiên Vương | 6      | HIP 32439, M Cam, HIP 39538, VZ Cam, HIP 23265, K Cam.                    |
| Thiên Hoàng Đại Đế | 天皇大帝  | Thiên Đế | Tiên Vương | 1      | HIP 109693                                                                |
| Ngũ Đế Nội Tọa     | 五帝內座  | Vua của năm phương trên trời, địa vị thấp hơn Thiên Hoàng Đại Đế, phương đông là Thương Đế Linh Uy Ngưỡng, phương nam là Xích Đế Xích Tiêu Nộ, phương tây là Bạch Đế Bạch Chiêu Củ, phương bắc là Hắc Đế Hiệp Quang Kỷ, trung ương là Hoàng Đế Hàm Xu Nữu.                                                                                         | Tiên Vương/Tiên Hậu                                                                                                   | 5      | HIP 14417, 47 Cas, HIP 13055, HIP 15547, HIP 19461.                       |
| Hoa Cái            | 華蓋      | Vật che nắng mưa hình cái ô (dù) của đế vương. | Tiên Hậu | 7      | Chưa rõ, 40 Cas, HIP 5926, 31 Cas, ψ Cas, 43 Cas, ω Cas.                  |
| Giang              | 杠        | Cán của Hoa Cái. | Tiên Hậu | 9      | γ Cam, HIP 14862, 49 Cas, 51 Cas, 50 Cas, 54 Cas, 48 Cas, 42 Cas, 38 Cas. |
| Truyến Xá          | 傳舍      | Nơi đón tiếp khách thời cổ đại. | Lộc Báo/Tiên Hậu/Tiên Vương \|\| 9 \|\| HIP 117371, 16 Cas, 32 Cas, 32 Cas, 55 Cas, HIP 13665, CS Cam, CE Cam, D Cam. |        |                                                                           |
| Nội Giai           | 內階      | Thang trời nối Tử cung với Văn Xương cung. | Đại Hùng | 6      | ο UMa, c UMa, 6 UMa, 23 UMa, b UMa, 17 UMa.                               |
| Thiên Trù          | 天廚      | Quan viên sắp xếp nhà bếp. | Thiên Long | 6      | δ Dra, σ Dra, ε Dra, ρ Dra, e Dra, π Dra.                                 |
| Bát Cốc            | 八穀      | Tám loại lương thực là gạo, kê, đại mạch, tiểu mạch, đại đậu, tiểu đậu, dẻ, ma (hạt lanh/vừng/gai), hoặc chỉ quan viên quản lí đất đai. | Lộc Báo/Ngự Phu | 8      |                                                                           |
| Thiên Bổng         | 天棓      | Nông cụ để đập lúa. | Thiên Long/Vũ Tiên | 5      | ξ Dra, ν2 Dra, β Dra, γ Dra, ι Her.                                       |
| Nội Trù            | 內廚      | Nhà bếp cho hậu cung. | Thiên Long | 2      | 10 Dra, HIP 66798.                                                        |
| Văn Xương          | 文昌      | Văn Xương gồm 6 sao, chỉ 6 bộ hoặc 6 chức quan, gồm thượng tướng, thứ tướng, quý tướng, tư mệnh, tư trung, tư lộc | Đại Hùng | 6      | Chưa rõ, υ UMa, φ UMa, θ UMa, 15 UMa, 18 UMa.                             |
| Tam Sư             | 三師      | Chỉ thái sư, thái phó, thái bảo | Đại Hùng | 3      | ρ UMa, chưa rõ, σ2 UMa (σ1 UMa?).                                         |
| Tam Công           | 三公      | Chỉ thái úy, tư đồ, tư không | Liệp Khuyển | 3      | Chưa rõ, 24 CVn, 21 CVn.                                                  |
| Thiên Sàng         | 天床      | Giường ngủ của con trai ở bên trái. | Tiểu Hùng/Thiên Long                                                                                                  | 6      | HIP 69373, HIP 74605, HIP 77277, HIP 79414, RR UMi, 6 UMi.                |
| Thái Tôn           | 太尊      | Chỉ hoàng thân quốc thích hoặc thủy tổ. | Đại Hùng | 1      | ψ UMa                                                                     |
| Thiên Lao          | 天牢      | Lao ngục giam cầm quý tộc. | Đại Hùng | 6      | ω UMa, 57 UMa, 47 Uma, 58 UMa, 49 UMa, 56 UMa.                            |
| Thái Dương Thủ     | 太陽守    | Chỉ đại thần hoặc đại tướng | Đại Hùng | 1      | χ Uma                                                                     |
| Thế                | 勢        | Thái giám | Tiểu Sư | 4      | 34 LMi, 33 LMi, 42 LMi, 46 LMi.                                           |
| Tướng              | 相        | Tướng, trủng tể (tể tướng, thủ tướng). | Liệp Khuyển | 1      | 5 CVn.                                                                    |
| Huyền Qua          | 玄戈      | Một loại vũ khí. | Mục Phu | 1      | λ Boo.                                                                    |
| Thiên Lý           | 天理      | Lao ngục giam cầm quý tộc hoặc chấp pháp quan. | Đại Hùng | 4      | HIP 55060, HIP 55797, 66 UMa, HIP 58259.                                  |
| Bắc Đẩu*           | 北斗      | Bắc Đẩu thất tinh, gồm Thiên Xu (then chốt đóng mở của thất tinh), Thiên Tuyền (ý chỉ viên ngọc đẹp, chủ về chuyển động chính), Thiên Cơ (ý chỉ viên trân châu sáng chói, chủ về biến động thay đổi cơ cấu, thể chế), Thiên Quyền (chủ về quyền hành), Ngọc Hoành (cân bằng nặng nhẹ), Khai Dương (mở ra dương khí), Dao Quang (tia sáng lay động) | Đại Hùng | 7      | α UMa, β UMa, γ UMa, δ UMa, ε UMa, ζ UMa, η UMa.                          |
| Phụ                | 輔        | Đại thần phụ trợ Bắc Đẩu. | Đại Hùng | 1      | 80 UMa.                                                                   |
| Thiên Thương       | 天槍      | Vũ khí bảo vệ Tử Vi viên. | Mục Phu | 3      | κ Boo, ι Boo, θ Boo.                                                      |

### Sao bổ sung
| Mảng sao                  | +1         | +2         | +3        | +4         | +5        | +6      | +7     | +8      | +9     | +10    | +11    | +12    | +13    | +14    | +15    | +16    | +17    | +18    | +19    | +20    | +21   | +22   | +23   | +24    | +25   | +26   | +27   | +28   | +29    | +30    | +31    | +32    | +33   | +34    | Ghi chú |
| ------------------------- | ---------- | ---------- | --------- | ---------- | --------- | ------- | ------ | ------- | ------ | ------ | ------ | ------ | ------ | ------ | ------ | ------ | ------ | ------ | ------ | ------ | ----- | ----- | ----- | ------ | ----- | ----- | ----- | ----- | ------ | ------ | ------ | ------ | ----- | ------ | ------- |
| 庶子 (Thứ Tử)             | Chưa rõ    | 3 UMi      | 10 UMi    |            |           |         |        |         |        |        |        |        |        |        |        |        |        |        |        |        |       |       |       |        |       |       |       |       |        |        |        |        |       |        |         |
| 四輔 (Tứ Phụ)             | HIP 47193  |            |           |            |           |         |        |         |        |        |        |        |        |        |        |        |        |        |        |        |       |       |       |        |       |       |       |       |        |        |        |        |       |        |         |
| 勾陳 (Câu Trần)           | HIP 112519 | HIP 115746 | Chưa rõ   | OV Cep     | λ UMi     | 24 UMi  | θ UMi  | 19 UMi  | η UMi  | 20 UMi |        |        |        |        |        |        |        |        |        |        |       |       |       |        |       |       |       |       |        |        |        |        |       |        |         |
| 天柱 (Thiên Trụ)          | 59 Dra     | κ Cep      | 74 Dra    | 75 Dra     | 41 Dra    | 35 Dra  |        |         |        |        |        |        |        |        |        |        |        |        |        |        |       |       |       |        |       |       |       |       |        |        |        |        |       |        |         |
| 御女 (Ngự Nữ)             | Chưa rõ    |            |           |            |           |         |        |         |        |        |        |        |        |        |        |        |        |        |        |        |       |       |       |        |       |       |       |       |        |        |        |        |       |        |         |
| 女史 (Nữ Sử)              | ψ2 Dra     |            |           |            |           |         |        |         |        |        |        |        |        |        |        |        |        |        |        |        |       |       |       |        |       |       |       |       |        |        |        |        |       |        |         |
| 柱史 (Trụ Sử)             | 38 Dra     | 37 Dra     |           |            |           |         |        |         |        |        |        |        |        |        |        |        |        |        |        |        |       |       |       |        |       |       |       |       |        |        |        |        |       |        |         |
| 尚書 (Thượng Thư)         | ω Dra      | 20 Dra     |           |            |           |         |        |         |        |        |        |        |        |        |        |        |        |        |        |        |       |       |       |        |       |       |       |       |        |        |        |        |       |        |         |
| 天床 (Thiên Sàng)         | 9 UMi      | 11 UMi     |           |            |           |         |        |         |        |        |        |        |        |        |        |        |        |        |        |        |       |       |       |        |       |       |       |       |        |        |        |        |       |        |         |
| 大理 (Đại Lý)             | HIP 60044  |            |           |            |           |         |        |         |        |        |        |        |        |        |        |        |        |        |        |        |       |       |       |        |       |       |       |       |        |        |        |        |       |        |         |
| 陰德 (Âm Đức)             | HIP 51808  |            |           |            |           |         |        |         |        |        |        |        |        |        |        |        |        |        |        |        |       |       |       |        |       |       |       |       |        |        |        |        |       |        |         |
| 六甲 (Lục Giáp)           | BN Cam     |            |           |            |           |         |        |         |        |        |        |        |        |        |        |        |        |        |        |        |       |       |       |        |       |       |       |       |        |        |        |        |       |        |         |
| 五帝內座 (Ngũ Đế Nội Tọa) | 47 Cas     |            |           |            |           |         |        |         |        |        |        |        |        |        |        |        |        |        |        |        |       |       |       |        |       |       |       |       |        |        |        |        |       |        |         |
| 杠 (Giang)                | HIP 12273  |            |           |            |           |         |        |         |        |        |        |        |        |        |        |        |        |        |        |        |       |       |       |        |       |       |       |       |        |        |        |        |       |        |         |
| 少尉 (Thiếu Úy)           | 6 Dra      | 4 Dra      |           |            |           |         |        |         |        |        |        |        |        |        |        |        |        |        |        |        |       |       |       |        |       |       |       |       |        |        |        |        |       |        |         |
| 上輔 (Thượng Phụ)         | 2 Dra      | 3 Dra      |           |            |           |         |        |         |        |        |        |        |        |        |        |        |        |        |        |        |       |       |       |        |       |       |       |       |        |        |        |        |       |        |         |
| 少輔 (Thiếu Phụ)          | 27 UMa     |            |           |            |           |         |        |         |        |        |        |        |        |        |        |        |        |        |        |        |       |       |       |        |       |       |       |       |        |        |        |        |       |        |         |
| 上衛 (Thượng Úy)          | 36 Cam     | L Cam      | 42 Cam    |            |           |         |        |         |        |        |        |        |        |        |        |        |        |        |        |        |       |       |       |        |       |       |       |       |        |        |        |        |       |        |         |
| 少衛 (Thiếu Vệ, Hữu Viên) | HIP 20266  |            |           |            |           |         |        |         |        |        |        |        |        |        |        |        |        |        |        |        |       |       |       |        |       |       |       |       |        |        |        |        |       |        |         |
| 上丞 (Thượng Thừa)        | BE Cam     | HIP 17587  | H Cam     |            |           |         |        |         |        |        |        |        |        |        |        |        |        |        |        |        |       |       |       |        |       |       |       |       |        |        |        |        |       |        |         |
| 上衛 (Thượng Vệ, Tả Viên) | β Cep      | 11 Cep     | 78 Dra    |            |           |         |        |         |        |        |        |        |        |        |        |        |        |        |        |        |       |       |       |        |       |       |       |       |        |        |        |        |       |        |         |
| 少衛 (Thiếu Vệ, Tả Viên)  | 79 Dra     | 16 Cep     | 24 Cep    | HIP 109434 | 31 Cep    | 31 Cep  | ρ Cep  | γ Cep   |        |        |        |        |        |        |        |        |        |        |        |        |       |       |       |        |       |       |       |       |        |        |        |        |       |        |         |
| 內廚 (Nội Trù)            | 9 Dra      | 76 UMa     |           |            |           |         |        |         |        |        |        |        |        |        |        |        |        |        |        |        |       |       |       |        |       |       |       |       |        |        |        |        |       |        |         |
| 天樞 (Thiên Xu)           | 32 UMa     | 35 UMa     | 38 UMa    |            |           |         |        |         |        |        |        |        |        |        |        |        |        |        |        |        |       |       |       |        |       |       |       |       |        |        |        |        |       |        |         |
| 天璇 (Thiên Tuyền)        | 36 UMa     | 37 UMa     | 42 UMa    | 41 UMa     | 39 UMa    | 40 UMa  | 43 UMa | 44 UMa  |        |        |        |        |        |        |        |        |        |        |        |        |       |       |       |        |       |       |       |       |        |        |        |        |       |        |         |
| 天權 (Thiên Quyền)        | 74 UMa     | 70 UMa     | 73 UMa    |            |           |         |        |         |        |        |        |        |        |        |        |        |        |        |        |        |       |       |       |        |       |       |       |       |        |        |        |        |       |        |         |
| 開陽 (Khai Dương)         | 80 UMa     | 82 UMa     |           |            |           |         |        |         |        |        |        |        |        |        |        |        |        |        |        |        |       |       |       |        |       |       |       |       |        |        |        |        |       |        |         |
| 輔 (Phụ)                  | 83 UMa     | 84 UMa     | 86 UMa    |            |           |         |        |         |        |        |        |        |        |        |        |        |        |        |        |        |       |       |       |        |       |       |       |       |        |        |        |        |       |        |         |
| 天槍 (Thiên Thương)       | 13 Boo     | 24 Boo     | 39 Boo    | 44 Boo     |           |         |        |         |        |        |        |        |        |        |        |        |        |        |        |        |       |       |       |        |       |       |       |       |        |        |        |        |       |        |         |
| 玄戈 (Huyền Qua)          | 33 Boo     | 38 Boo     |           |            |           |         |        |         |        |        |        |        |        |        |        |        |        |        |        |        |       |       |       |        |       |       |       |       |        |        |        |        |       |        |         |
| 相 (Tướng)                | 1 CVn      | 3 CVn      | 11 CVn    |            |           |         |        |         |        |        |        |        |        |        |        |        |        |        |        |        |       |       |       |        |       |       |       |       |        |        |        |        |       |        |         |
| 天理 (Thiên Lý)           | HIP 56035  |            |           |            |           |         |        |         |        |        |        |        |        |        |        |        |        |        |        |        |       |       |       |        |       |       |       |       |        |        |        |        |       |        |         |
| 太陽守 (Thái Dương Thủ)   | 60 UMa     |            |           |            |           |         |        |         |        |        |        |        |        |        |        |        |        |        |        |        |       |       |       |        |       |       |       |       |        |        |        |        |       |        |         |
| 天牢 (Thiên Lao)          | 59 UMa     | 55 UMa     |           |            |           |         |        |         |        |        |        |        |        |        |        |        |        |        |        |        |       |       |       |        |       |       |       |       |        |        |        |        |       |        |         |
| 勢 (Thế)                  | 35 LMi     | 38 LMi     | 32 LMi    | β LMi      | 29 LMi    | 26 LMi  | 27 LMi | 28 LMi  | 30 LMi | 36 LMi | 37 LMi | 47 LMi | 46 UMa | 43 LMi | 44 LMi | 44 LMi | 27 LMi | 28 LMi | 30 LMi |        |       |       |       |        |       |       |       |       |        |        |        |        |       |        |         |
| 文昌 (Văn Xương)          | 28 UMa     | HIP 47965  | 21 UMa    | 26 UMa     | 37 Lyn    | 39 Lyn  | 31 UMa | Chưa rõ |        |        |        |        |        |        |        |        |        |        |        |        |       |       |       |        |       |       |       |       |        |        |        |        |       |        |         |
| 內階 (Nội Giai)           | 19 Lyn     | 18 Lyn     | 24 Lyn    | 30 Lyn     | 29 Lyn    | Chưa rõ | π2 UMa | 2 UMa   | π1 UMa | τ UMa  |        |        |        |        |        |        |        |        |        |        |       |       |       |        |       |       |       |       |        |        |        |        |       |        |         |
| 三師 (Tam Sư)             | σ2 UMa     |            |           |            |           |         |        |         |        |        |        |        |        |        |        |        |        |        |        |        |       |       |       |        |       |       |       |       |        |        |        |        |       |        |         |
| 八穀 (Bát Cốc)            | 4 Cam      | 6 Cam      | 5 Cam     | 9 Aur      | HIP 28385 | ξ Aur   | 29 Cam | 28 Cam  | 24 Cam | 18 Cam | 16 Cam | 15 Cam | 12 Cam | β Cam  | 19 Cam | 21 Cam | 23 Cam | 30 Cam | 37 Cam | 40 Cam | 1 Lyn | 3 Lyn | 8 Lyn | 10 Lyn | 4 Lyn | 2 Lyn | 5 Lyn | 6 Lyn | 14 Lyn | 15 Lyn | 13 Lyn | 11 Lyn | 9 Lyn | 45 Aur |         |
| 傳舍 (Truyến Xá)          | 13 Cas     | HIP 18488  | HIP 19968 | HIP 19018  |           |         |        |         |        |        |        |        |        |        |        |        |        |        |        |        |       |       |       |        |       |       |       |       |        |        |        |        |       |        |         |
| 天廚 (Thiên Trù)          | 55 Dra     | 65 Dra     |           |            |           |         |        |         |        |        |        |        |        |        |        |        |        |        |        |        |       |       |       |        |       |       |       |       |        |        |        |        |       |        |         |
| 天棓 (Thiên Bổng)         | ν1 Dra     | 30 Dra     | 88 Her    | 82 Her     | ν2 Dra    | ν1 Dra  | 74 Her | 77 Her  | μ Dra  | 26 Dra |        |        |        |        |        |        |        |        |        |        |       |       |       |        |       |       |       |       |        |        |        |        |       |        |         |